# Phrynium
Phrynium es un género con 173 especies de plantas herbáceas perteneciente a la familia Marantaceae. Es originario del sur de China y del Asia tropical.

## Especies seleccionadas
- Phrynium achira
- Phrynium adenocarpum
- Phrynium albo-vaginatum
- Phrynium allouya
- Phrynium altissimum
- Phrynium angustifolium
- Phrynium baccatum
- Phrynium basiflorum